# Ana María Botey Sobrado
Ana María Botey Sobrado (n. San José, 12 de julio  de 1953) es una historiadora costarricense. Se le conoce popularmente tanto por sus trabajos en historia social de los movimientos sociales en el Valle Central y el Pacífico de Costa Rica como por haber formado parte de un proceso de renovación y profesionalización de la historia en Costa Rica, denominado "Nueva Historia" 
Botey Sobrado es catedrática de la Escuela de Historia e investigadora del Centro de Investigaciones Históricas de América Central () de la Universidad de Costa Rica. Actualmente es miembro del Programa de las desigualdades del CIHAC

## Biografía
Ana María Botey Sobrado, nació en San José.  Realizó sus estudios primarios en Escuela Laboratorio de la Universidad de Costa Rica y sus estudios de secundaria los realizó en Saint Clare College.
Desde 1971, ha obtenido diversos títulos en diferentes áreas que le han permitido destacarse no sólo como investigadora, sino también como difusora del conocimiento histórico. Entre sus diversos estudios están:
- ¦a) Profesora de enseñanza media en Historia y Geografía (Universidad de Costa Rica).
- ¦b) Bachiller en Historia y Geografía (Universidad de Costa Rica).
- ¦c) Licenciada en Historia (Universidad de Costa Rica).
- ¦d) Estudiante del Sistema de Estudios de Posgrado de la Universidad de Costa Rica, en el programa de maestría en Historia, desde el primer ciclo de 1982, hasta el segundo ciclo de 1984, habiendo aprobado nueve materias con un total de 27 créditos, faltando sólo tres créditos y la tesis para obtener el grado de Máster en Historia.
- ¦e) Magíster en Historia, con mención en Historia de América. Universidad de Chile 1986. Reconocido y equiparado por el SEP
- ¦f) Estudiante del Sistema de Estudios de Posgrado de la Universidad de Costa Rica en el programa de doctorado en Historia (agosto de 2005-2009)[5]

Ha sido profesora tanto en la Universidad Nacional como en la Universidad de Costa Rica
Entre sus proyectos más importantes están haber sido integrante del equipo a cargo del procesamiento de las autobiografías recogidas en el proyecto “Autobiografías Campesinas” de la Escuela de Planificación y Formación Social. Haber sido investigadora de la Unidad Coordinadora de Investigación de la Facultad de Ciencias Sociales, en el Taller de Coyuntura “Movimientos Populares en Costa Rica”. Haber participado en el estudio: “La Investigación en la Facultad de Ciencias Sociales y en una actividad de cooperación institucional con las Municipalidades de la provincia de Heredia.
En la Universidad de Costa Rica ha sido una de las más destacadas investigadoras del Centro de Investigaciones Históricas de América Central y de la Escuela de Historia, siendo reconocida por su labor de crear plataformas y agendas de trabajo colectivo, propiciando la incorporación de jóvenes investigadores.
En el CIHAC ha sido la investigadora responsable de diversos proyectos, entre ellos:
- Ferrocarriles y Ferroviarios en la encrucijada.
- Estudio de factibilidad sobre el traslado  de la carga y la descarga a los trabajadores del muelle de Caldera (Vicerrectoría de Investigación).
- El Significado Histórico de la Legislación Social Costarricense (1940-1944) (Escuela de Historia- Ministerio de Educación Pública).
- Trabajo cultura e identidad de los trabajadores portuarios de Puntarenas- Caldera (1940-2000).
- Las representaciones sociales  de la pobreza  en la prensa de artesanos y obreros 1850-1930? Integrante del equipo de investigación del Programa de Historia Económica y Social.
- Políticas sociales, sectores populares y discursos políticos 1850-1940?
- La red de la política de salud y protección social en Costa Rica (1850-1923)[8]

En los proyectos de divulgación del conocimiento histórico ha sido gestora de diversas publicaciones en la Enseñanza de los Estudios Sociales y la Educación Cívica.  Uno de los proyectos más reconocidos fue su activa participación con otros colegas en los complejos didácticos para 1.º, 2.º y 3.º Ciclo de la Educación Básica, denominados  Serie Hacia el Siglo XXI, en el área de los Estudios Sociales, ( CIHAC- Ministerio de Educación Pública)

### Libros académicos
Publicaciones:
- Botey S., Ana María y Cisneros C., Rodolfo. La crisis de 1929 y la fundación del Partido Comunista en Costa Rica. San José: Editorial Costa Rica, 1984.
- Botey Sobrado, Ana María “La República Federal de Centroamérica 1824-1843?.  En: Desarrollo Institucional de Costa Rica (1575-1914).Publicaciones de la Cátedra de Historia de las Instituciones de Costa Rica. San José: Servicios Editoriales Centroamericanos S.A., 1983, pp. 63-78.
- “Las luchas populares en Costa Rica 1870-1930?. En: Las Instituciones costarricenses: de las sociedades indígenas a la crisis del 30. San José: Editorial de la Universidad de Costa Rica, 1988, pp. 349-370.
- “La crisis de 1929 y los movimientos sociales”. En: Las Instituciones Costarricenses: de las sociedades indígenas a la crisis de la República Liberal. San José: Editorial Universidad de Costa Rica, 1989, pp. 351-381.
- “El movimiento popular costarricense en el contexto de la crisis actual”. En: Historia de Costa Rica en el siglo XX. San José: Editorial Porvenir, 1989, pp. 183-212.
- Historia General de Costa Rica. Capítulos VII, VIII, IX, X y XI Tomo IV. San José: Euroamericana de Ediciones de Costa Rica, S.A., 1989, pp. 227-501.
- Botey S., Ana María y Carvajal A., Guillermo. “Cien años del primer recorrido en locomotora San José-Limón 1890-1990? En: Revista Herencia, Vol. III. N.º 1 y 2.San José, Costa Rica: Programa de Rescate y revitalización del patrimonio cultural, Vicerrectoría de Acción Social, Universidad de Costa Rica, 1991, pp. 135-144.
- Botey S, Ana María. ”La problemática portuaria y el INCOP”. En: Geoistmo Revista de la,Escuela de Geografía, Universidad de Costa Rica. Vol. V. N.º 1 y 2. 1991, pp. 69-89.
- “Ferroviarios y portuarios frente al ajuste estructural”. En: Revista de Ciencias Sociales Universidad de Costa Rica, N.º 60, junio de 1993, pp. 73-85.
- “Las Garantías Sociales: su significado histórico”. En: El significado histórico de la legislación social costarricense. San José, Ministerio de Educación Pública-Universidad de Costa Rica. Imprenta Nacional, 1994.
- “Auge y crisis de la economía agro exportadora y del Estado liberal (1890-1940)”. En: Publicaciones de la Cátedra Historia de las Instituciones de Costa Rica, 1993.
- Fonseca E., Botey A. M. y Quirós C.  Complejo didáctico 1.º nivel. Serie hacia el siglo XXI MEP-UCR,  Editorial de la Universidad de Costa Rica, 1996.
- Fonseca E.,  Pérez H., Muñóz M., Viales R. y  Botey A.M. Complejo didáctico 6.º nivel.  Serie hacia el siglo XXI MEP-UCR, Editorial de la Universidad de Costa Rica, 1996.
- Acuña V. H., Granados C., Solórzano J.C., Avendaño I. y Botey A.M.  Complejo Didáctico 9.º nivel  Serie hacia el siglo XXI MEP-UCR, Editorial de la Universidad de Costa Rica, 1997.
- Botey S., Ana María “Reflexiones en torno a la enseñanza de la historia en escuelas y colegios” Reflexiones N.º 61, Facultad de Ciencias Sociales, Universidad de Costa Rica, agosto de 1997,pp.29-36
- “El ferrocarril al Pacífico un ente de regulación y desarrollo en crisis permanente” Anuario de Estudios Centroamericanos Vol. 25 (1) Editorial de la Universidad de Costa Rica, 1999, pp.139-158.
- Muñoz Mercedes y Botey Ana María  “El 48 interpretado por la niñez de la época” En: Revista de Ciencias Sociales Universidad de Costa Rica, No.96, 2002,  pp.113-135.
- Botey S. Ana María “El universo ocupacional de los ferroviarios chilenos en el contexto de la depresión de la década de 1930? Revista Historia de América, N.º 132 (enero-junio) México: Instituto Panamericano de Geografía e Historia, 2003, pp.137-172.
- Trabajo, cultura e identidad de los trabajadores portuarios de Puntarenas- Caldera 1940-2000. San José: Imprenta Nacional, 2004, pp. 1-144.
- “La Costa Rica entre guerras 1914-1940?. Serie Cuadernos de Historia de las Instituciones de Costa Rica N.º 6, San José: Editorial de la Universidad de Costa Rica, 2005, pp. 1-124.
- “Las representaciones sociales de la pobreza en la Costa Rica de la década de  1930? Viales Hurtado Ronny, editor Pobreza e Historia en Costa Rica. Determinantes estructurales y representaciones sociales 1850-1950 San José: Editorial de la Universidad de Costa Rica, 2005, pp.273- 295.
- _______ “Huelga ferroviaria y nacionalización (1972)” En Diálogos Revista electrónica de la Escuela de Historia, Vol 8 N.º 1, febrero de 2007-septiembre de 2007  (https://web.archive.org/web/20110718163104/http://historia.fcs.ucr.ac.cr/dialogos.htm).
- _______ “Los trabajadores ferroviarios en la encrucijada neoliberal” Revista Historia de América Número 137. México: Instituto Panamericano de Geografía e Historia, (enero-diciembre), 2006, 63-104.
- _______ “La Campaña Nacional 1856 y las condiciones de salud pública” Memoria del Simposio Internacional sobre Filibusterismo y destino Manifiesto en las Américas, realizado en mayo del 2007 (en prensa).
- _______ “Historias de vida. Historia portuaria” Chen Mok, Susan; Malavassi Aguilar, Ana Paulina y Viales Hurtado, Ronny (editores), Teoría y Métodos de los estudios regionales y locales. San José: CIHAC-Sede del Pacífico, Siedin, UCR, 2008, pp.143-166.
- _______ “El muelle grande de Puntarenas, sus hombres y los procesos de trabajo (1928-1981)” Intercambio Revista sobre Centroamérica y el Caribe. Universidad de  Costa Rica /CICLA. N0. 4, 2006, 65-86.
- _______ “Salud, higiene y regidores comunistas (1933)” En: Diálogos Revista electrónica de la Escuela de Historia, Vol. 9, N.º 2, (agosto de 2008- febrero de 2009) (https://web.archive.org/web/20110718163104/http://historia.fcs.ucr.ac.cr/dialogos.htm)
- ________”De la beneficencia a la filantropía científica: la fundación de La Gota de Leche (1913)”, Número especial dedicado al IX Congreso Centroamericano de Historia Diálogos Revista electrónica de la Escuela de Historia, vol. 9, n.º 2, (agosto de 2008- febrero de 2009) (https://web.archive.org/web/20110718163104/http://historia.fcs.ucr.ac.cr/dialogos.htm).
- _______”La epidemia del cólera (1856): una mirada de largo plazo” Número especial dedicado al IX Congreso Centroamericano de Historia Diálogos Revista electrónica de la Escuela de Historia, Vol.9, N.º 2, (agosto de 2008- febrero de 2009) (https://web.archive.org/web/20110718163104/http://historia.fcs.ucr.ac.cr/dialogos.htm).